# Optimus Prime

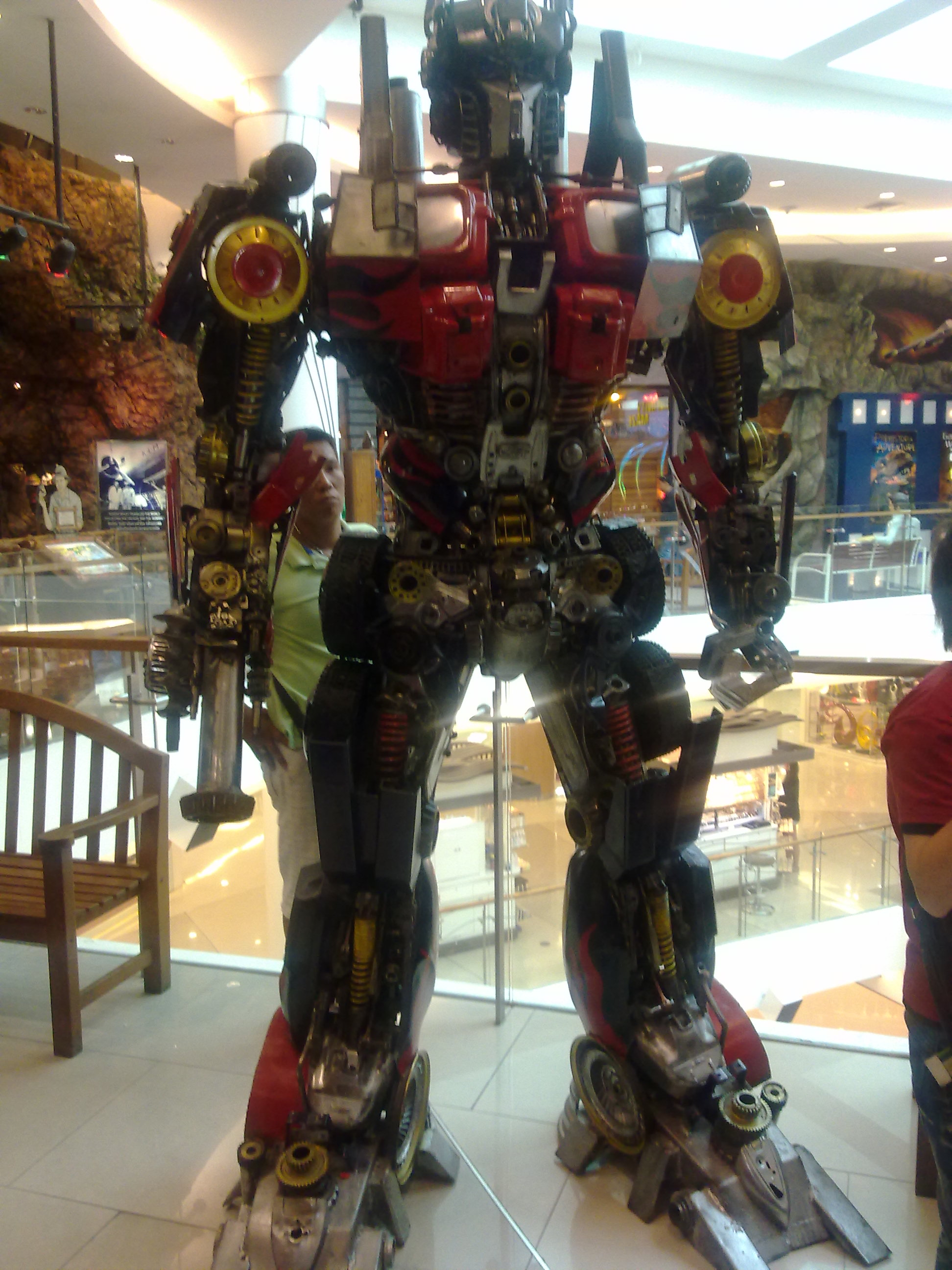
Artist representatie van Optimus Prime in een winkelcentrum in Pattaya

Optimus Prime is een personage uit het Transformersuniversum. Hij is daarin de aanvoerder van de Autobots, een groep robots van de planeet Cybertron. In Japanse publicaties wordt hij Convoy (コンボイ, Konboi) genoemd. Optimus is tevens een van de bekendste Transformers. Zijn Engelstalige stem wordt ingesproken door Peter Cullen.
Zijn lijfspreuk is: „Vrijheid is het recht van alle wezens met gevoel”.
Optimus is de naam van het personage. Prime is een titel die slaat op het feit dat hij de aanvoerder van de Autobots is. 

## Creatie
Optimus Prime werd oorspronkelijk overgenomen uit de Japanse speelgoedserie Diaclone. Dit speelgoed werd door het Amerikaanse bedrijf Hasbro geïmporteerd naar Amerika onder de naam Transformers. Ter promotie werd een achtergrondverhaal rondom de speelgoedpersonages bedacht, en kregen alle speelgoedfiguren een naam en een biografie. Dennis O'Neil, een schrijver van Marvel Comics, werkte hier ook aan mee. Hij was het die de naam van het Diaclone-personage “Battle Convoy” veranderde in Optimus Prime. Toen ter promotie van de speelgoedserie een stripreeks over de Transformers werd gemaakt, kreeg Optimus de rol van Autobotleider.

## Uiterlijk

### Generation 1
Optimus Prime is gemaakt uit het lichtste staal dat er bestaat, soms zeggen ze ook wel dat zijn wapen uit plastic is gemaakt. 
In de aanvankelijke speelgoedlijn van Hasbro en latere spin-offs in strips en originele animatieserie transformeert zich Optimus Prime tot een trekker: een rode en blauwe Freightliner FL86 frontstuurvrachtwagen met een grijze oplegger. Oorspronkelijk was hij een robot genaamd Orion Pax. Na een ontmoeting met Vector Sigma is Orion Pax verandert in Optimus Prime. Hij kwam miljoenen jaren geleden samen met de andere Autobots naar de Aarde in de “ark”. Toen hij ontwaakte in de jaren 80 van de 20e eeuw, nam hij ter camouflage de gedaante van een vrachtwagen aan.
Eindelijk werd Optimus Prime gedood in de animatiefilm, en was derhalve het grootste gedeelte van het derde seizoen van de serie niet aanwezig. Protesten van fans leidden ertoe dat Optimus weer terugkeerde aan het einde van seizoen 3 en uiteindelijk aan de speelgoedlijn.

### Transformers: Prime
In deze serie is Optimus de aanvoerder van de Autobots. Hij kan transformeren in een voorstuk van een vrachtwagen, maar heeft een achterwagen klaar staan. Samen met zijn mede-Autobots Arcee, Wheeljack, Smokescreen, Bulkhead, Bumblebee, (Cliffjumper) en Ultra Magnus trekt hij ten strijde tegen zijn grootste tegenstanders: De Decepticons, onder leiding van Megatron, samen met (Commander) Starscream, Soundwave, Knockout, Breakdown, (Airachnid), MakeShift en een leger van Insecticons zoals Hardshell en een boel Troopers. Later komen ook Shockwave en Predaking (+ Darksteel en Skylynx). 

### Beast Wars/machines
In de series Beast Wars en Beast Machines kwam Optimus Prime zelf niet voor in een actieve rol. In plaats daarvan draaiden deze series om de nakomelingen van de Autobots, de Maximals, onder leiding van Optimus Primal.
Optimus Prime kwam voor in de Agenda trilogie en de aflevering die daar op volgt. Megatron (Beast Wars versie), wilde Optimus Prime vernietigen, om zo de toekomst te herschrijven.
Hij was hier bijna in geslaagd, maar Optimus Primal voegde de Spark van Prime toe aan die van hemzelf en veranderde daardoor in Optimal Optimus. Eenmaal toen Prime weer was gerepareerd, gaf Primal de Spark van Prime weer terug.

### Robots in Disguise
In de serie Transformers: Robots in Disguise was Optimus een brandweerwagen. In deze serie kon hij ook combineren met zijn broer Ultra Magnus tot Omega Prime.
hij kon ook met behulp van zijn "aanhanger" in een Supermode transformeren

### Unicron Trilogie
De Optimus Prime uit de Unicron Trilogie vertoonde veel gelijkenissen met zijn alternatieve versie uit Generation 1. In Transformers: Armada was hij eveneens de hoofdpersoon en leider van de Autobots. In deze serie kwam hij ook om het leven (toen hij het Hydra Kanon van de Decepticons wilde stoppen), maar kwam een paar afleveringen later weer tot leven dankzij de Mini-Cons.
In de sequel, Transformers Energon, had Optimus een kleinere rol. Hoofdpersoon in de serie was Kicker. In deze serie kon Prime combineren met veel andere autobots en drones die hij in zijn trailer vervoerde.
In Transformers: Cybertron was Prime weer de hoofdpersoon, maar zijn persoonlijkheid was veranderd. In deze serie was hij lange tijd van mening dat de Autobots zich verborgen moesten houden voor de inwoners van de planeten die ze bezochten.

### Live-actie filmseries
In de live-actie film uit 2007 was Optimus Prime een Peterbilt 379, een vrachtwagen met torpedocabine. Dit was gedaan om de robot vorm meer lengte te geven.

### Strips
Optimus komt eveneens voor in veel van de Transformers strips. In de strips gebaseerd op de series ziet hij er hetzelfde uit als in die series, maar er zijn ook genoeg opzichzelfstaande verhalen. In de crossover met G.I. Joe van Devil's Due Publishing is Optimus’ alternatieve vorm bijvoorbeeld een SMS wagen van de Cobra organisatie.

## Trivia
- In de bankgrap van een aflevering van de tekenfilmserie The Simpsons verscheen Homer Simpson als Optimus Prime. De andere Simpsons waren eveneens Transformers.
- In 2003 liet een man, een lid van de National Guard, op zijn 30ste verjaardag zijn naam wijzigen in "Optimus Prime"[1]